# Robert Odongkara
Robert Odongkara (sinh ngày 2 tháng 9 năm 1989) là một cầu thủ bóng đá người Uganda thi đấu cho câu lạc bộ Ethiopia Saint George, ở vị trí thủ môn.

## Sự nghiệp
Odongkara từng thi đấu bóng đá cho Villa, Uganda Revenue Authority và Saint George.
Anh ra mắt quốc tế cho Uganda năm 2010, và từng thi đấu tại Vòng loại giải vô địch bóng đá thế giới.